# 昂斯
昂斯（法語：Ans，法語發音：[ɑ̃s] ⓘ）是比利时瓦隆大区列日省列日區的一座城市，通行法语，是比利时法语社群的一部分，面积23.35平方千米，人口28,238人（2018年1月1日）。